# 394 Arduina
394 Arduina eller 1894 BH är en stor asteroid i huvudbältet, som upptäcktes den 19 november 1894 av den franske astronomen Alphonse Borrelly. Den är uppkallad efter gudinnan Arduinna.
Den har en diameter på ungefär 29 kilometer.